# Scandinavia (condado de Waupaca, Wisconsin)
Scandinavia es un pueblo ubicado en el condado de Waupaca en el estado estadounidense de Wisconsin. En el Censo de 2010 tenía una población de 1.066 habitantes y una densidad poblacional de 11,99 personas por km².

## Geografía
Scandinavia se encuentra ubicado en las coordenadas 44°27′40″N 89°10′16″O / 44.46111, -89.17111. Según la Oficina del Censo de los Estados Unidos, Scandinavia tiene una superficie total de 88.87 km², de la cual 87.52 km² corresponden a tierra firme y (1.53%) 1.36 km² es agua.

## Demografía
Según el censo de 2010, había 1.066 personas residiendo en Scandinavia. La densidad de población era de 11,99 hab./km². De los 1.066 habitantes, Scandinavia estaba compuesto por el 98.41% blancos, el 0.09% eran afroamericanos, el 0.38% eran amerindios, el 0.38% eran asiáticos, el 0% eran isleños del Pacífico, el 0.28% eran de otras razas y el 0.47% pertenecían a dos o más razas. Del total de la población el 0.38% eran hispanos o latinos de cualquier raza.